# Henry William Paget, 1. markýz z Anglesey
Henry William Paget, 1. markýz z Anglesey (Henry Paget, 1st Marquess of Anglesey, 2nd Earl of Uxbridge, 11th Baron Paget of Beaudesert, 4th Baronet Bayly of Plas Newydd) (17. května 1768, Londýn, Anglie – 29. dubna 1854, Londýn, Anglie) byl britský vojevůdce a státník. Od mládí vynikal jako důstojník jezdectva, prosadil se za napoleonských válek ve Španělsku. Vynikl jako vrchní velitel jezdectva v bitvě u Waterloo, kde přišel o nohu a stal se národním hrdinou. V roce 1815 získal titul markýze z Anglesey. Později zastával úřady ve vládě, dvakrát byl irským místokrálem (1828–1829, 1830–1833). V armádě nakonec dosáhl hodnosti polního maršála (1846). Jako nejvýznamnější příslušník šlechtického rodu Pagetů byl zakladatelem vlivné aristokratické dynastie, jeho příbuzní až do poloviny 20. století zastávali vysoké hodnosti v námořnictvu, armádě, diplomacii a u dvora.

## Vojenská kariéra

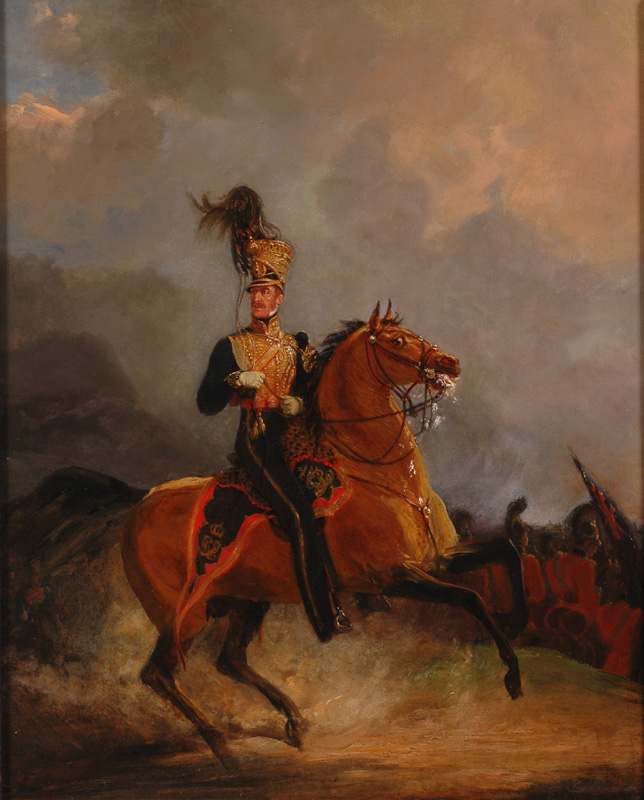
Henry William Paget jako generál jezdectva

Pocházel z waleského šlechtického rodu Bayly, který v roce 1769 přijal jméno vymřelého rodu Pagetů. Narodil se v Londýně jako nejstarší syn 1. hraběte z Uxbridge. Studoval ve Westminsteru a Oxfordu, v letech 1786–1788 absolvoval kavalírskou cestu. Podle otcových plánů měl být původně námořním důstojníkem, ale vstoupil do armády (1790), souběžně se stal členem Dolní sněmovny, poslancem byl v letech 1790–1804 a 1806–1810. V armádě od mládí vynikal jako důstojník jezdectva, zúčastnil se válek proti revoluční Francii a již v roce 1796 byl plukovníkem. Prosazoval zlepšení disciplíny a modernizaci jezdectva. V roce 1802 byl povýšen na generálmajora, později vynikl jako velitel na Pyrenejském poloostrově. Proslul vítěznou bitvou u Benavente v prosinci 1808, kde porazil elitní sbory napoleonské císařské gardy. V roce 1808 byl povýšen na generálporučíka.
V roce 1809 musel Pyrenejský poloostrov opustit v důsledku nemanželského skandálu. Udržoval poměr s Charlotte Wellesley, rozenou Cadogan (1781–1853), manželkou diplomata Henryho Wellesleye, který tehdy pobýval jako vyslanec ve Španělsku. Wellesleyův starší bratr maršál Wellington byl od roku 1809 vrchním velitelem ve Španělsku a odmítl akceptovat přítomnost lorda Pageta, který měl nelegitmní poměr s jeho švagrovou. Henry Paget se vrátil do Anglie a v roce 1810 musel podstoupit také souboj s Charlottiným bratrem podplukovníkem Henry Cadoganem (1781–1813). K souboji sice došlo, ale oba soupeři při vlastním duelu proti sobě nepozvedli zbraně.
Paget a Charlotta Wellesleyová se v roce 1810 rozvedli se svými dosavadními partnery a uzavřeli sňatek, čímž svůj vztah legitimovali. Přesto až do roku 1815 žil Henry Paget civilním životem, i když podle mínění mnohých současníků jeho zkušenosti jezdeckého velitele na Pyrenejském poloostrově citelně chyběly. V roce 1812 zdědil po otci titul hraběte z Uxbridge (do té doby jako jeho dědic užíval titul lorda Pageta), od roku 1812 byl zároveň lordem místodržitelem na ostrově Anglesey.
Do aktivní služby byl znovu povolán až po Napoleonově návratu z Elby v rámci závěrečné kampaně napoleonských válek. V bitvě u Waterloo byl pověřenem vrchním velením jezdectva a dělostřelectva britské armády. V závěru bitvy přišel o nohu, což jej vyneslo do pozice národního hrdiny. Ještě v roce 1815 získal titul markýze z Anglesey (podle ostrova poblíž břehů Walesu, kde vlastnil statky).

## Politická kariéra

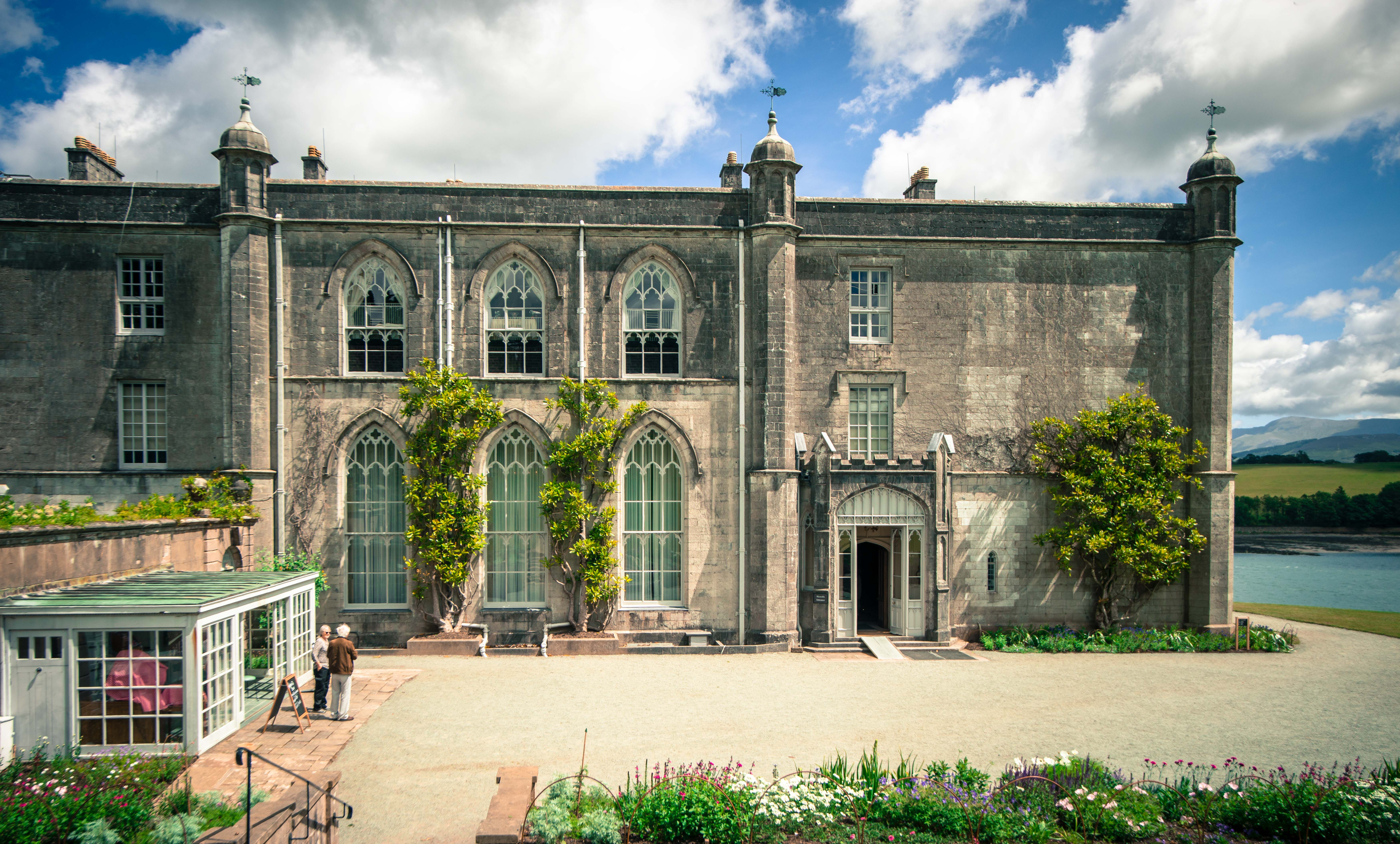
Zámek Plas Newydd, hlavní rodové sídlo ve Walesu

V roce 1819 byl povýšen na generála a při korunovaci Jiřího IV. vykonával funkci korunovačního lorda nejvyššího hofmistra (1821). V Goderichově vládě zastával úřad generálního polního zbrojmistra (Master General of the Ordnance, 1827-1828), od roku 1827 byl též členem Tajné rady. V následujícím kabinetu maršála Wellingtona byl místokrálem v Irsku (1828–1829). Ve funkci se udržel přesně jeden rok a v Irsku nastolil přísnou správu odpovídající jeho vojenskému naturelu, projevil se také nedostatek jeho politických schopností. Na druhou stranu si získal nepochybné zásluhy na rozvoji irského školství, měl také zájem na ekonomické prosperitě. S překvapivou razancí prosazoval emancipaci katolíků a kvůli tomu musel odstoupit. Zájem o zrovnoprávnění katolické víry v Irsku mu však přinesl značnou popularitu a znovu byl do funkce irského místokrále jmenován v rámci Greyovy whigistické vlády, i když sám patřil k toryům. Podruhé funkci místokrále zastával v letech 1830–1833.

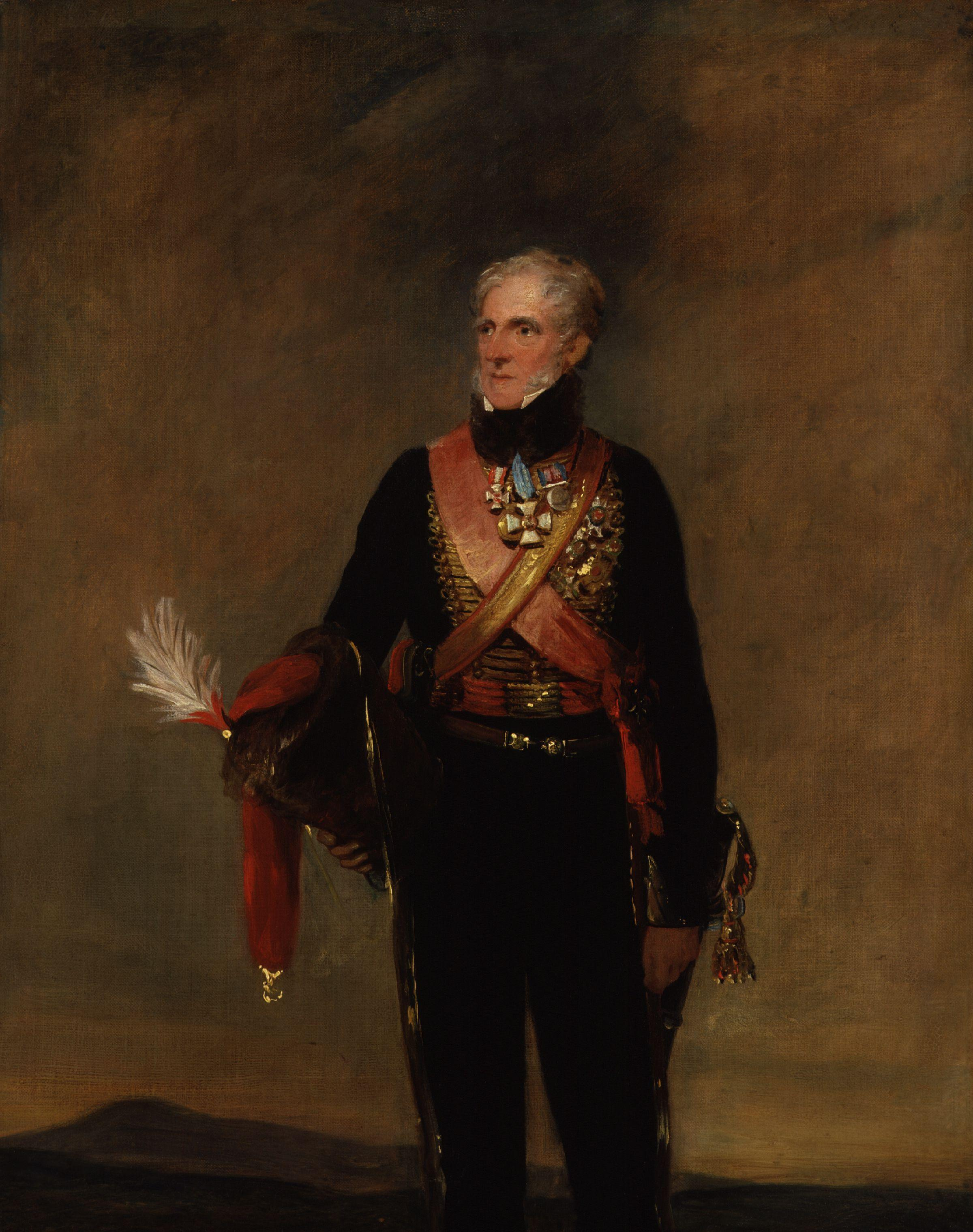
Henry William Paget, 1. markýz z Anglesey

Po návratu z Irska žil třináct let v soukromí, znovu byl povolán do liberální vlády Johna Russella opět ve funkci generálního polního zbrojmistra (1846-1852). V roce 1846 zároveň obdržel hodnost polního maršála. Od roku 1849 do smrti byl také lordem místodržitelem v hrabství Staffordshire, kde vlastnil rozsáhlé pozemky s rodovým sídlem Beaudesert Park.
V návaznosti na svou účast v závěru napoleonských válek získal několik vyznamenání v zahraničí, byl například rytířem rakouského Řádu Marie Terezie (1815) nebo ruského Řádu sv. Jiří (1815). V roce 1815 získal v Anglii Řád lázně a nakonec i Podvazkový řád (1818).

## Rodina
Poprvé se oženil v Londýně v roce 1795 s Caroline Villiers (1774–1835), dcerou nejvyššího lovčího 4. hraběte z Jersey. Z jejich manželství pocházelo osm dětí, poslední z nich se narodilo v roce 1809, kdy již Henry Paget udržoval poměr s Charlotte Cadoganovou (1781–1853), manželkou tehdejšího britského vyslance ve Španělsku Henryho Wellesleye. Oba se během roku 1810 rozvedli a uzavřeli sňatek. Z obou manželství se narodilo celkem 14 dětí, synové jako potomci markýze užívali titul lorda. Henryho první manželka Caroline se po rozvodu podruhé provdala za 6. vévodu z Argyllu.
Potomstvo:

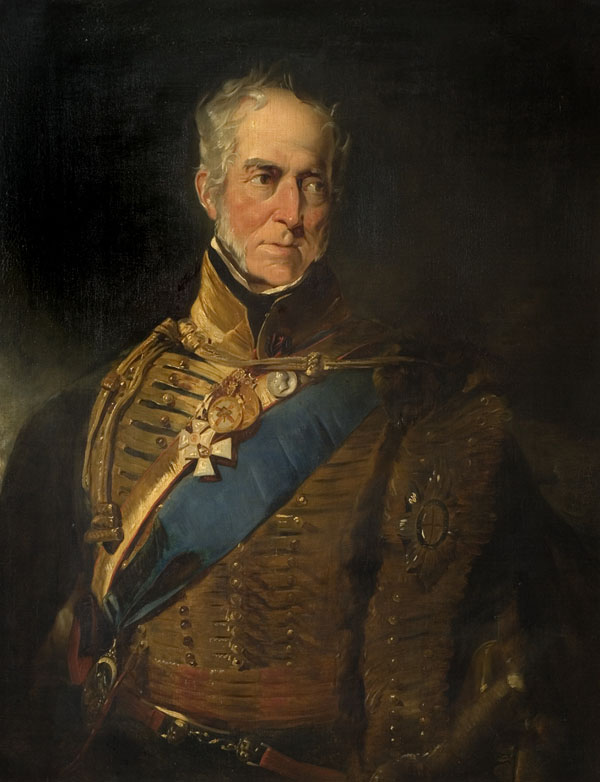
1. markýz z Anglesey (1840)

- Caroline (1796–1874), manžel 1817 Charles Lennox, 5. vévoda z Richmondu (1791–1860),
- Henry Paget, 2. markýz z Anglesey (1797–1869), lord nejvyšší komoří Spojeného království
- Jane Paget (1798–1876), manžel 1824 Francis Conyngham, 2. markýz Conyngham (1797–1876), lord nejvyšší komoří Spojeného království
- Georgina Paget (1800–1875), manžel 1833 Edward Crofton, 2. baron Crofton (1806–1869)
- Augusta Paget (1802–1872), manžel 1820 Arthur Chichester, 1. baron Templemore (1797–1837)
- lord William Paget (1803–1873), kapitán Royal Navy, člen Dolní sněmovny
- Agnes Paget (1804–1845), manžel 1829 George Byng, 2. hrabě ze Straffordu (1804–1886)
- lord Arthur Paget (1809–1825)
- Emily Caroline Paget (1810–1893), manžel 1832 John Thomas Townshend, 1. hrabě ze Sydney (1805–1890), lord nejvyšší komoří a lord nejvyšší hofmistr Spojeného království
- lord Clarence Paget (1811–1895), admirál, vrchní velitel ve Středomoří
- Mary Paget (1812–1859), manžel 1838 John Montagu, 7. hrabě ze Sandwiche (1811–1884), kapitán královské gardy, nejvyšší lovčí Spojeného království
- lord Alfred Paget (1816–1888), generál, člen Dolní sněmovny, maršálek královského dvora
- lord George Paget (1818–1880), generál, člen Dolní sněmovny, generální inspektor jezdectva
- Adelaide Paget (1820–1890), manžel 1851 Frederick William Cadogan (1821–1904), člen Dolní sněmovny

První markýz z Anglesey pocházel z početné rodiny, všichni jeho mladší bratři zasedali v Dolní sněmovně a dosáhli vysokého postavení. Arthur Paget (1771–1840) byl diplomatem a vyslancem ve Vídni a Istanbulu, Edward Paget (1775–1849) byl generálem a Charles Paget (1778–1839) byl admirálem Royal Navy.